# National Soccer League 2000-01
La National Soccer League 2000-01 fue el vigésimo quinto campeonato de la National Soccer League, la liga de fútbol profesional en Australia. Estuvo organizada por la Federación de Fútbol de Australia (FFA). Este campeonato estuvo integrado por 16 clubes.
Durante la temporada regular, los clubes disputaron 30 partidos, siendo el South Melbourne el que más puntos acumuló, con un total de 69, seguido por el Wollongong Wolves con 61. Los seis primeros equipos con mejores puntajes clasificaron a una fase eliminatoria, para definir a los dos finalistas del certamen. El Wollongong Wolves y South Melbourne fueron los dos clubes que llegaron a la final.
El partido de la final se jugó a las 12:00 hora de Australia y fue dirigido por el árbitro Eddie Lennie. El partido finalizó 2-1 a favor del Wollongong Wolves, con goles de Petrovski y Young; en el South Melbourne descontó Anastasiadis al minuto 78. Los goleadores del certamen fueron Damian Mori y Saso Petrovski con 18 tantos.

## Equipos participantes
| - Marconi Stallions - Wollongong Wolves - Adelaide Force - Eastern Pride FC - Sydney Olympic FC - Brisbane Strikers FC - Carlton SC - Northern Spirit FC | - Football Kingz - Canberra Cosmos - South Melbourne FC - Melbourne Knights - Newcastle United - Perth Glory FC - Sydney United - Parramatta Power FC |

## Clasificación
| Posición              | Equipo            | PJ | PG | PE | PP | GF | GC | GD  | Puntos |
| --------------------- | ----------------- | -- | -- | -- | -- | -- | -- | --- | ------ |
| 1                     | South Melbourne   | 30 | 21 | 6  | 3  | 70 | 24 | +46 | 69     |
| 2                     | Wollongong Wolves | 30 | 18 | 7  | 5  | 80 | 40 | +40 | 61     |
| 3                     | Perth Glory       | 30 | 18 | 7  | 5  | 73 | 33 | +40 | 61     |
| 4                     | Sydney Olympic    | 30 | 17 | 6  | 7  | 58 | 37 | +21 | 57     |
| 5                     | Marconi Stallions | 30 | 14 | 8  | 8  | 42 | 33 | +9  | 50     |
| 6                     | Melbourne Knights | 30 | 14 | 7  | 9  | 61 | 46 | +15 | 49     |
| 7                     | Adelaide Force    | 30 | 12 | 7  | 11 | 54 | 54 | 0   | 43     |
| 8                     | Football Kingz FC | 30 | 12 | 7  | 11 | 52 | 52 | 0   | 43     |
| 9                     | Parramatta Power  | 30 | 13 | 3  | 14 | 42 | 44 | -2  | 42     |
| 10                    | Sydney United     | 30 | 12 | 6  | 12 | 46 | 56 | -10 | 42     |
| 11                    | Canberra Cosmos   | 30 | 11 | 4  | 15 | 49 | 55 | -6  | 37     |
| 12                    | Brisbane Strikers | 30 | 9  | 8  | 13 | 52 | 56 | -4  | 35     |
| 13                    | Northern Spirit   | 30 | 8  | 8  | 14 | 39 | 50 | -11 | 32     |
| 14                    | Newcastle United  | 30 | 7  | 9  | 14 | 37 | 56 | -19 | 30     |
| 15                    | Eastern Pride     | 30 | 5  | 5  | 20 | 32 | 61 | -29 | 20     |
| 16                    | Carlton S.C.      | 30 | 0  | 0  | 30 | 0  | 90 | -90 | 0      |
| Estadísticas finales. |                   |    |    |    |    |    |    |     |        |

| Nota: | A diferencia de otros torneos, cada victoria equivale a 3 puntos. |
|       |                                                                   |
|       | Clubes clasificados a una ronda eliminatoria.                     |
|       | Equipo retirado a fin de temporada.                               |

## Finales

### Eliminatorias finales
- Melbourne Knights 0-0 : 2-2 Perth Glory.[4][5]

- Sydney Olympic 3-1 : 2-0 Marconi Fairfield.[6]

### Semifinales
- Melbourne Knights 0-1 Sydney Olympic.[7]
- Wollongong Wolves 2-1 : 2-1 South Melbourne.[8][9]

### Final preliminar
- South Melbourne 2-0 Sydney Olympic.[10]

### Gran final
| 3 de junio de 2001 12:00 AEST | Wollongong Wolves         | 2-1     | South Melbourne  | Parramatta Stadium, Parramatta                           |                                                          |
|                               | Petrovski 56' - Young 57' | Reporte | Anastasiadis 78' | Asistencia: 13 402 espectadores Árbitro(s): Eddie Lennie | Asistencia: 13 402 espectadores Árbitro(s): Eddie Lennie |

## Tabla de goleadores
| Jugador                        | Equipo            | Goles |
| ------------------------------ | ----------------- | ----- |
| Damian Mori                    | Perth Glory       | 18    |
| Saso Petrovski                 | Wollongong Wolves | 18    |
| Slobodan Despotovski           | Perth Glory       | 17    |
| Scott Chipperfield             | Wollongong Wolves | 17    |
| Ben Burgess                    | Northern Spirit   | 16    |
| Stuart Young                   | Wollongong Wolves | 13    |
| Andrew Vlahos                  | South Melbourne   | 13    |
| Con Boutsianis                 | South Melbourne   | 12    |
| Adrian Cervinski               | Melbourne Knights | 12    |
| Dennis Ibrahim                 | Football Kingz    | 12    |
| Joel Parker                    | Melbourne Knights | 12    |
| Pablo Cardozo                  | Sydney Olympic    | 11    |
| Scott Tunbridge                | Adelaide City     | 11    |
| Jeromy Harris                  | Brisbane Strikers | 11    |
| Archie Thompson                | Carlton/Marconi   | 11    |
| Antonio DaCosta                | Melbourne Knights | 11    |
| Alex Castro                    | Canberra Cosmos   | 10    |
| Estadísticas finales de goleo. |                   |       |

## Premios
- Jugador del año: Scott Chipperfield (Wollongong Wolves).[12]
- Jugador del año categoría sub-21: Ben Burgess (Northern Spirit).[12]
- Goleador del torneo: Saso Petrovski (Wollongong Wolves - 21 goles).[12]
- Director técnico del año: Micheal Peterson.[12]